# 拉什
拉什（法語：Râches，法語發音：[ʁaʃ]）是法国上法蘭西大區北部省的一个市镇，位于该省中东部，属于杜埃区。

## 地理
拉什（50°25'0"N, 3°8'12"E）面积4.87 平方千米，位于法国上法蘭西大區北部省，该省份为法国最北部的省份及最长的省份，西北濒北海，西接加来海峡省，南至埃纳省和索姆省，东与比利时接壤。
与拉什接壤的市镇（或旧市镇、城区）包括：福蒙、昂耶、杜埃、弗利讷莱拉什、兰博库尔、罗-瓦朗丹。

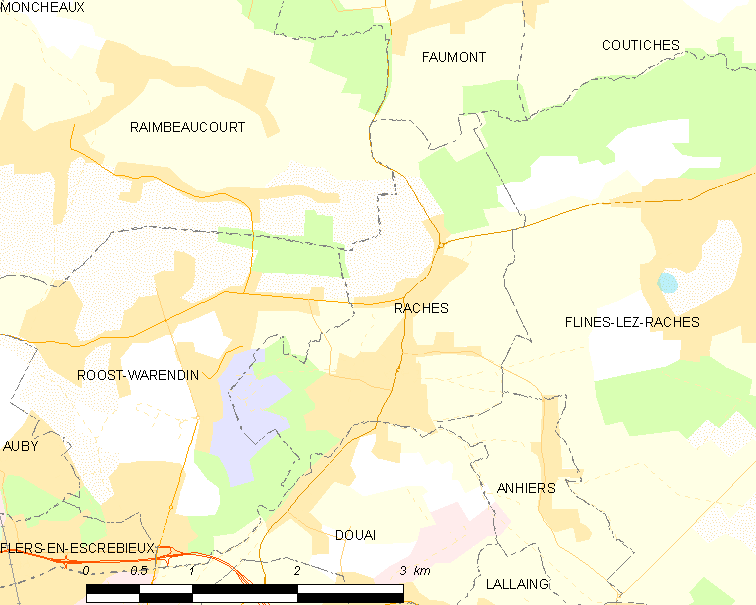
拉什的OSM定位图

拉什的时区为UTC+01:00、UTC+02:00（夏令时）。

## 行政
拉什的邮政编码为59194，INSEE市镇编码为59486。

## 政治
拉什所属的省级选区为奥尔希县。

## 人口

1962-2008年间拉什人口变化图示

拉什于2022年1月1日时的人口数量为2644人。